# Alice Perrin
Pour les articles homonymes, voir Perrin.
Alice Perrin née Robinson (15 juillet 1867-13 février 1934) est une romancière britannique. Elle a écrit sur la vie des Britanniques dans l'Inde coloniale. Elle a connu le succès après la publication de son recueil d'histoires de fantômes, dont la première est East of Suez (1901).  

## Biographie
Alice Perrin est née dans la station de montagne de Mussoorie en Inde en 1867. Elle est la fille de John Innes Robinson, général de division dans la cavalerie du Bengale, et de Bertha Beidermann Robinson.
Après ses études en Angleterre, Alice Perrin épouse Charles Perrin, ingénieur au département des travaux publics de l'Inde, en 1886. Après leur mariage, le couple retourne en Inde et fonde une famille. Elle commence à écrire pour soulager l'ennui de la vie en Inde d'une femme britannique. Elle publie une première nouvelle intitulée Caulfield's Crime en 1892. Son travail devient populaire après la publication en 1901 de la nouvelle East of Suez qui s'est particulièrement bien vendue. Elle publie par la suite d'autres nouvelles du même genre.

## Œuvres
- Into Temptation (1894)
- Late in Life (1896)
- East of Suez (1901) - anthology of short stories[3]
- The Spell of the Jungle (1902)
- Idolatory (1909)
- The Anglo-Indians (1912)
- The Happy Hunting Ground (1914)
- Woman in Bazaar (1914)
- Star of India (1919)
- Government House (1925)